# Izrael Fels
Izrael Fels (ur. 20 maja 1879 we Lwowie, zm. 1942 w Bełżcu) – polski lekarz żydowskiego pochodzenia.
Ukończył gimnazjum we Lwowie 19 czerwca 1891, następnie studiował medycynę na Uniwersytecie Wiedeńskim i otrzymał dyplom 27 lipca 1897 roku.
Od 1897 do maja 1899 praktykował jako lekarz pomocniczy w Szpitalu Powszechnym we Lwowie, głównie na oddziale wewnętrznym i okulistycznym. Potem prowadził praktykę prywatną we Lwowie przy ul. Słonecznej 1. W latach 1912–14 pełnił funkcję sekretarza Lwowskiego Ochotniczego Towarzystwa Ratunkowego. Recenzował polskie czasopiśmiennictwo lekarskie w „Polskiej Gazecie Lekarskiej”, a także w „Internacia Medicina Revuo” (obecnie Medicina Internacia Revuo) (w esperanto). Zginął podczas II wojny światowej, wywieziony razem z żoną do Obozu zagłady w Bełżcu i tam zamordowany.

## Prace
- O obliczu u chorych. Przegląd Lekarski 40, 9, s. 111-113; 10, s. 125-126; 11, s. 141-143; 12, s. 152-154 (1901)
- O "zaraath" Biblii hebrajskiej. Przyczynek do historyi trądu. Przegląd Lekarski 40, 38, s. 509-511 i 39, s. 522-523 (1901)
- Błonica i dławiec, leczone surowicą i bez surowicy. Przegląd Lekarski 43, 40, s. 570-573 i 41, s. 585-587 (1904)
- Spostrzeżenia nad epidemią odry w r. 1901. Przegląd Lekarski 43, 29, s. 429-432 (1904)
- Przypadek kiłowego zapalenia stawu kolanowego. Przegląd Lekarski 43, 32, s. 470-472 (1904)
- Przyczynek do powikłania cukrzycy z ciążą. Przegląd Lekarski 44, 10, s. 147-148 (1905)
- Szczepienia ochronne krowianką. Przegląd Lekarski 44, 26, s. 399-404 (1905)
- W sprawie praktyki ubezpieczeń. Przegląd Lekarski 44, 14, s. 198-200 (1905)
- Zabobony lekarskie u żydów. Przegląd Lekarski 45, 29, s. 537-539 (1906)
- O obrzezaniu rytualnem. Przegląd Lekarski 45, 1, s. 6-8; 2, s. 17-19; 3, s. 32-34; 4, s. 47-56 (1906)
- Uwagi terminologiczne. Przegląd Lekarski 52, 33, s. 471 (1913)
- W sprawie długotrwałego stosowania skopolaminy. Polska Gazeta Lekarska 1, 16, s. 312 (1922)
- Lichen urticatus infantum (Liszaj bąblowy lub bąblowaty dzieci). Polska Gazeta Lekarska 3, 35, s. 482-483 (1924)
- O bezsenności i środkach nasennych. Polska Gazeta Lekarska 3, 41, s. 587-590 (1924)
- Środki nasenne u niemowląt. Polska Gazeta Lekarska 3, 26, s. 332 (1924)
- Dieta w kamicy żółciowej. Praktyka Lekarska 1, s. 31-32 (1927)
- Poradnik językowy. Polska Gazeta Lekarska 6, 22, s. 425 i 41, s. 725-726 (1927)
- Symptomatologia kolki żółciowej. Polska Gazeta Lekarska 6, 42, s. 740-741 (1927)
- O wartościach ciśnienia tętniczego. Wiadomości Lekarskie 1, 4, s. 175-177 (1928)
- O odmrozinach w ogóle i odzięblinach na głowie. Wiadomości Lekarskie 1, 8, s. 357-360 (1928)
- Świąd skóry (pruritus cutaneus). Praktyka Lekarska 1, s. 156-159 (1929)
- O ćwiczeniach anatomicznych dla studentów medycyny. Polska Gazeta Lekarska 10, 41, s. 797-798 (1931)
- O fosfaturji. Praktyka Lekarska 6, 44, s. 159-160 (1932)
- Senescentia, senectus et senium. Objawy starzenia się, starości i starczości. Wiedza Lekarska 9, 10, s. 249-255 (1935)
- Mors et ars moriendi – O śmierci i umieraniu. Polska Gazeta Lekarska 15, 7, s. 131-135 (1936)